# Суини, Энтони
Энтони Суини (англ. Anthony John Sweeney; род. 20 мая 1938) — британский дзюдоист, бронзовый призёр чемпионатов Европы 1961 и 1963—1965 годов, участник летних Олимпийских игр 1964 года в Токио. Выступал в тяжёлой (свыше 80 кг), полутяжёлой (до 93 кг) и абсолютной весовых категориях.
На Олимпиаде британец на групповой стадии проиграл американцу Джорджу Харрису, советскому спортсмену Парнаозу Чиквиладзе и выбыл из борьбы за медали, заняв итоговое 11-е место.